# Distrikt José Crespo y Castillo
Der Distrikt José Crespo y Castillo liegt in der Provinz Leoncio Prado in der Region Huánuco in Zentral-Peru. Der Distrikt wurde am 26. Dezember 1963 gegründet. Benannt wurde der Distrikt nach José Crespo y Castillo (1747–1812), einem Anführer des Huánuco-Aufstands im Jahre 1812. In den Jahren 2015 und 2016 wurden die neu gegründeten Distrikte Pucayacu, Pueblo Nuevo und Santo Domingo de Anda von dem Distriktgebiet von José Crespo y Castillo abgetrennt.
Der Distrikt José Crespo y Castillo besitzt aktuell eine Fläche von 1498 km². Beim Zensus 2017 wurden 23.206 Einwohner gezählt. Verwaltungssitz des Distriktes ist die oberhalb der Mündung des Río Aucayacu in den Río Huallaga auf einer Höhe von 540 m gelegene Stadt Aucayacu mit 17.637 Einwohnern (Stand 2017). Aucayacu befindet sich knapp 45 km nördlich der Provinzhauptstadt Tingo María.

## Geographische Lage
Der Distrikt liegt im Nordwesten der Provinz Leoncio Prado. Er hat eine Längsausdehnung in Ost-West-Richtung von 65 km. Im Westen des Distrikts befindet sich die Ostflanke der peruanischen Zentralkordillere. Die östliche Distriktgrenze verläuft entlang der Wasserscheide der Cordillera Azul, einem Höhenzug der peruanischen Ostkordillere. Der Río Huallaga durchfließt den Distrikt in nördlicher Richtung.
Der Distrikt José Crespo y Castillo grenzt im Südwesten und Westen an den Distrikt Cochabamba, im Nordwesten an den Distrikt La Morada, im Norden an die Distrikte Nuevo Progreso (Provinz Tocache) und Pucayacu, im Osten an die Distrikte Contamana (Provinz Ucayali) und Padre Abad (Provinz Padre Abad), im Südosten an die Distrikte Santo Domingo de Anda und Pueblo Nuevo sowie im Süden an die Distrikte Rupa-Rupa und Monzón.